# Фабіан Васкес
Фабіан Васкес (ісп. Fabián Vázquez, 20 січня 1943) — мексиканський вершник.
Бронзовий призер Олімпійських Ігор 1980 року в командному триборстві.